# Теоретична механика
Теоретичната механика е наука разглеждаща механичните движения и взаимодействия между идеални твърди тела.
Във физиката под теоретична механика се разбира една от частите на теоретичната физика изучаваща математически методи от класическата механика и алтернативно приложение на законите на Нютон – аналитична механика. В това число се включват методи основани на уравнения на Лагранж, уравнения на Хамилтън-Якоби и други.
В техническите науки под теоретична механика се разбира набор от физико-математически методи, които облекчават проектирането на механизми, съоръжения, летателни апарати и други (т.нар. приложна или инженерна механика).
В зависимост от разглежданите задачи теоретичната механика може да се раздели на статика, кинематика и динамика.
Теоретическата механика разглежда не само реални материални обекти, но и модели. Такива модели са:
- материални точки и системи материални точки;
- абсолютно твърди тела и системи твърди тела;
- деформируеми твърди среди.

## Материални обекти
1. Материална точка – тяло, чието свойство „протяжност“ е несъществено за клас задачи.
2. Материална система – система от точки, движението на всяка една от които зависи от движението на всички останали елементи на системата.